# Старий Барцик
Старий Барцик (пол. Stary Barcik) — село в Польщі, у гміні Санники Ґостинінського повіту Мазовецького воєводства.
Населення — 554 особи (2011).
У 1975-1998 роках село належало до Плоцького воєводства.

## Демографія
Демографічна структура станом на 31 березня 2011 року:
|          | Загалом | Допрацездатний вік | Працездатний вік | Постпрацездатний вік |
| -------- | ------- | ------------------ | ---------------- | -------------------- |
| Чоловіки | 278     | 67                 | 179              | 32                   |
| Жінки    | 276     | 57                 | 157              | 62                   |
| Разом    | 554     | 124                | 336              | 94                   |